# 656-os busz
A 656-os jelzésű elővárosi autóbusz Budapest, Népliget autóbusz-pályaudvar és Délegyháza, autóbusz-forduló között közlekedik, az M5-ös autópályán keresztül. A járatot a MÁV Személyszállítási Zrt. üzemelteti.

## Története
2019. december 16-án indult a 655-ös busz egyes meneteinek kiváltására. 2020. március 2-ától érinti Dunaharasztin a Városháza, Nádor utca és Bajcsy-Zsilinszky utca megállóhelyeket is. 2022. május 2-ától Budapest felé is közlekedik, azonban a továbbiakban a budapesti és dunaharaszti megállók érintése nélkül, az M5-ös autópályán keresztül jár mindkét irányban.

## Útvonala
| Délegyháza, autóbusz-forduló felé | Budapest, Népliget felé |
| --- | --- |
| Budapest, Népliget vá. – Üllői út – Könyves Kálmán körút – Gyáli úti felüljáró – Gyáli út – Nagykőrösi út – – – Taksony, Szent Imre út – vasútállomás bejárati út – Széchenyi István út – Baross tér – Szent Imre út – Varsányi út – 52101-es út – Dunavarsány, Taksonyi út – Vasút sor – Délegyháza, Vasút sor – Árpád utca – Délegyháza, autóbusz-forduló vá. | Délegyháza, autóbusz-forduló vá. – Árpád utca – Vasút sor – Dunavarsány, Vasút sor – Taksonyi út – 52101-es út – Taksony, Varsányi út – Szent Imre út – vasútállomás bejárati út – Széchenyi István út – Baross tér – Szent Imre út – – – Budapest, Nagykőrösi út – Gyáli út – Gyáli úti felüljáró – Könyves Kálmán körút (– Üllői út – Nagyvárad tér – Orczy út – Elnök utca – Könyves Kálmán körút) – Üllői út – Budapest, Népliget vá. |

## Megállóhelyei
| 0                                           | Budapest, Népliget autóbusz-pályaudvar végállomás | 53 | 1, 1A 83 254E 607, 608, 626, 628, 629, 630, 631, 632, 633, 635, 636, 650, 653, 654, 655, 657, 658, 659, 660, 661, 679, 705 1080, 1081, 1085, 1087, 1090, 1092, 1094, 1110, 1111, 1113, 1115, 1120, 1121, 1125, 1131, 1134, 1136, 1172, 1173, 1174, 1175, 1176, 1177, 1183, 1184, 1185, 1188, 1189, 1190, 1193, 1194, 1201, 1205, 1212, 1215, 1216, 1229, 1251, 1253, 1254, 1257, 1268 |
| 8                                           | Budapest, Nagysándor József utca                  | 45 | 54, 55, 84E, 89E, 99, 151, 294E 607, 608, 657, 679 |
| Budapest–Dunaharaszti közigazgatási határa  |                                                   |    | |
| 20                                          | Dunaharaszti elágazás (Némedi út)                 | 30 | 632, 633, 657, 659 1110, 1111, 1113, 1115 1, 1Y, 2, 3 |
| Dunaharaszti–Taksony közigazgatási határa   |                                                   |    | |
| ∫                                           | Taksonyi elágazás (M0)                            | 25 | 632, 657, 659 |
| ∫                                           | Taksony, Zsellérerdő                              | 23 | 654, 655, 663 |
| ∫                                           | Taksony, Attila utca                              | 21 | 654, 655, 663 |
| ∫                                           | Taksony, Baross tér                               | 20 | 654, 655, 663 |
| ∫                                           | Taksony, Wesselényi utca                          | 18 | 654, 655, 663 |
| ∫                                           | Taksony, Béke utca                                | 17 | 654, 655, 663 |
| 27                                          | Taksony, Vasútállomás                             | 16 | 651, 654, 655, 663 |
| 28                                          | Taksony, Béke utca                                | ∫  | 654, 655, 663 |
| 29                                          | Taksony, Wesselényi utca                          | ∫  | 654, 655, 663 |
| 31                                          | Taksony, Baross tér                               | ∫  | 654, 655, 663 |
| 32                                          | Taksony, Attila utca                              | ∫  | 654, 655, 663 |
| 34                                          | Taksony, Zsellérerdő                              | 15 | 651, 654, 655, 663 |
| 35                                          | Taksony, Varsányi köz                             | 14 | 651, 654, 655 |
| Taksony–Dunavarsány közigazgatási határa    |                                                   |    | |
| 37                                          | Erőspuszta bejárati út                            | 12 | 651, 654, 655, 657, 659 |
| 39                                          | Dunavarsány, Nyugati lakópark                     | 10 | 651, 654, 655, 657, 659 |
| 41                                          | Dunavarsány, vasúti átjáró                        | 8  | 651, 654, 655, 657, 659, 664 |
| 43                                          | Dunavarsány, Vasútállomás                         | 6  | 651, 652, 654, 655, 657, 659, 664 |
| Dunavarsány–Délegyháza közigazgatási határa |                                                   |    | |
| 45                                          | Délegyháza, II. tó                                | 4  | 651, 652, 654, 655, 657, 659, 664 |
| 47                                          | Délegyháza, Vasútállomás                          | 2  | 651, 652, 654, 655, 657, 659, 664 |
| 49                                          | Délegyháza, autóbusz-forduló végállomás           | 0  | 652, 655, 657, 659, 664 |